# Feuerstättenbescheid
Der Feuerstättenbescheid ist ein Verwaltungsakt nach dem Schornsteinfeger-Handwerksgesetz (SchfHwG).
Gem. § 17 Abs. 1, § 14 Abs. 2 SchfHwG setzen die bevollmächtigten Bezirksschornsteinfeger bei der Feuerstättenschau gegenüber den Grundstückseigentümern durch schriftlichen Bescheid fest, welche Schornsteinfegerarbeiten zum Zweck der Erhaltung der Betriebs- und Brandsicherheit, des Umweltschutzes, der Energieeinsparung und des Klimaschutzes  durchzuführen sind und innerhalb welchen Zeitraums dies zu geschehen hat (Feuerstättenbescheid).
Die vorgeschriebenen Schornsteinfegerarbeiten ergeben sich bundesweit aus der Verordnung über kleine und mittlere Feuerungsanlagen (1. BImschV) und der Verordnung über die Kehrung und Überprüfung von Anlagen (KÜO) sowie eventuellen weiteren Verordnungen auf Landesebene.
Widerspruch und Anfechtungsklage gegen den Feuerstättenbescheid haben keine aufschiebende Wirkung.
Die für einen Feuerstättenbescheid anfallenden Kosten sind als laufende öffentliche Lasten des Grundstücks im Sinne des § 2 Nr. 1 der Betriebskostenverordnung anzusehen und können – auch wenn sie nicht jährlich anfallen – vom Hauseigentümer vertraglich auf die Mieter umgelegt werden.